# Julie Bischof
Julie Bischof (* 26. April 1921 in Knittelfeld, Steiermark; † 6. Oktober 2006 in Kapfenberg) war eine österreichische Politikerin (SPÖ).

## Leben
Julie Bischof besuchte Volks- und Hauptschule, danach die Handelsschule. Ihre berufliche Laufbahn begann sie als Stenotypistin und Sekretärin im Elektrizitätswerk Knittelfeld. Im Jahr 1950 zog sie nach Kapfenberg um. Von 1963 bis 1969 arbeitete sie als Buchhalterin bei der Konsumgenossenschaft Bruck an der Mur.
Ihr politisches Mandat begann 1960 als Gemeinderätin in Kapfenberg. Diese Funktion bekleidete sie bis 1985. Im Jahr 1963 wurde sie auch Bezirksvorsitzende der SPÖ in Knittelfeld. Von 1970 bis 1981 war sie in drei Perioden Abgeordnete des Steirischen Landtags. Dabei war sie ab 1978 Mitglied des Sozialausschusses.
1974 wurde sie zum Ersatzmitglied  des Bundesrates gewählt und 1978 in dieser Position bestätigt.

## Ehrungen
- 1985: Ehrenring der Stadtgemeinde Kapfenberg[6]